# Parean Girang
Parean Girang is een bestuurslaag in het regentschap Indramayu van de provincie West-Java, Indonesië. Parean Girang telt 8924 inwoners (volkstelling 2010).